# 扎伊納布·薩勒比
扎伊納布·薩勒比（英語：Zainab Salbi；阿拉伯语：‎，1969年9月24日—）是一位作家、女權運動家、人道主義者、社會企業家及媒體評論員，救援女人創辦人及前任執行長。薩勒比在20歲時奉母親之命嫁到美國，但遭到凌虐，毅然決定離開。離開後的她掙了點錢，在美國就讀大學。當時正發生波士尼亞戰爭，看見無辜平民的處境讓她動起幫助戰爭中女性的念頭，遂在1993年成立救援女人，至今已幫助將近48萬位婦女。雖然已經不再是救援女人的執行長，但還是致力於為弱勢女性發聲。

## 早年生活
薩勒比於1969年生於伊拉克巴格達。她的父親是前伊拉克總統薩達姆·海珊的私人飛機駕駛，因此她的童年深深地受到海珊的影響。隨著年齡增長，薩勒比與海珊的互動也漸漸增多。她的母親擔心薩勒比會被獨裁者海珊染指，因此將當時20歲的她嫁給比她大13歲的伊拉克裔美國穆斯林。但是嫁到美國去的薩勒比並沒有過得比較好，她遭到言語及生理上的虐待。三個月後，她毅然決然地離婚。事後回想起來，薩勒比說：「那需要很大的勇氣。」
薩勒比開始在美國自力更生，她生平第一份工作是在賀曼賀卡當收銀員，也曾經在The Limited賣過女性服飾，而當時的月薪只有400美元。當時正發生波斯灣戰爭，這讓她意識到身處世界各地戰爭中女性的困境。她對被性侵的婦女及其他類型對婦女的暴力做出廣泛地描寫及討論。

## 人道工作
在15歲那年，薩勒比就立志要幫助女性。在23歲時，她在美國利用她先前賺得的薪水就讀大學時，第一次讀到猶太大屠殺，而伊拉克的學校從不教這段歷史。就在讀到大屠殺的同一個月，波士尼亞戰爭爆發，薩勒比看到鐵絲網後那些非常瘦的人們，即使當時的她對波士尼亞及南斯拉夫一無所知，她還是下定決心採取行動。薩勒比回想她當時的邏輯，「我在伊拉克時，看見不公不義時什麼事都做不了。但是現在人在美國，我可以自由地採取行動。」因此她打電話到救援組織，說自己想要當志工的意願，但得到的回覆卻是要到6個月後才能去。
被回絕的薩勒比沒有充裕的金錢，但是她無法對波士尼亞戰爭坐視不管。因此她當時想出「贊助婦女」的計畫：一次幫助一位女性，每個月捐出30美元，且要求其他的婦女加入，讓受幫助的人更多。接著，她和她的新婚第二任丈夫，巴勒斯坦裔的律師Amjad Atallah，到波士尼亞和被禁閉、性侵、或是由於種族屠殺而失去全部家人的婦女交談。於1993年，薩勒比在巴士上將錢資助給在克羅埃西亞避難的33位波士尼亞婦女，成立救援女人，並透過資助者，開始援助、培訓、教育及對於戰爭的女性倖存者精神上的支持。1995年，時任美國總統比爾·柯林頓對於她在波士尼亞的人道救援工作授予薩勒比白宮榮譽。
2004年，已經離婚的薩勒比把救援女人擴大到肩負國際使命。薩勒比曾上歐普拉·溫芙蕾秀10次，也因此提高了她與救援女人的知名度，使捐款大幅提升。自1993年以來，救援女人已經幫助阿富汗、波士尼亞與赫塞哥維納、剛果民主共和國、伊拉克、科索沃、奈及利亞、盧安達及南蘇丹等國約447,000位婦女，協助她們脫離戰爭，自力更生。目前，薩勒比正在建立一個多媒體平台，為阿拉伯及穆斯林婦女發聲。

## 獎項
- 時代雜誌：月度創新者，作為慈善家之開創性的工作。[10]
- 由比爾·柯林頓總統在白宮儀式上為她的人道主義工作授予榮譽。（1995）[6]
- 雜誌：開拓者獎。（2005）[11]
- 非常規安全事務中心（CUSAUCI）：人類安全獎。（2005）[11]
- 康拉德·N·希爾頓基金會：人道主義獎，代表救援女人（英语：Women for Women International）。（2006）[11]
- 世界經濟論壇：全球青年領袖。（2007）[12]
- 大衛·洛克菲勒銜接領導獎。（2010）[10]
- 哈潑時尚：21世紀女英雄。（由比爾·柯林頓提名，2010）[13]
- 奧斯汀學院：波西領導獎。（2011）[14]
- 約克大學名譽學位（2014）。[15]
- 財星雜誌：在Twitter具有影響力的女性（2014）。[16]
- Wear Your Voice：社會媒體上最具影響力的女性（2015）。[17]
- 阿拉伯商務雜誌：前100最有影響力的阿拉伯婦女（2015）。[18]

## 著作
- 《Between Two Worlds: Escape From Tyranny: Growing Up in the Shadow of Saddam》
（直譯：《兩個世界之間：逃離暴政：在薩達姆的陰影下長大》）

2005年，扎伊納布·薩勒比出版她的回憶錄：《Between Two Worlds》。這本書描述她小時候在伊拉克復興黨薩達姆·海珊政權下的生活。《出版者周刊》稱這本書「是目前為止最真誠地說明生活在薩達姆政權下的書。這是一個幾乎無法被察覺的時期，正直的人在可怕的政權下適應之振聾發聵的啟示。」當她的父親被遴選成為服務薩達姆·海珊的私人飛機駕駛時，她只有11歲。扎伊納布和她的家人往往被迫與薩達姆度過週末，在那裡，他看著他們的一舉一動。她的母親最終將扎伊納布送到美國對包辦婚姻，但是那個挽救她的婚姻竟然是另一個專制和虐待的世界。扎伊納布重新開始她的生活。她用了一個全新的身份，成為為戰爭中女性倖存者奮鬥的人，並且成立救援女人。
- 《The Other Side of War: Women's Stories of Survival & Hope》
（直譯：《戰爭的另一面：婦女生存和希望的故事》）

2006年，扎伊納布·薩勒比寫了《The Other Side of War》。扎伊納布·薩勒比帶讀者進入阿富汗、波士尼亞與赫塞哥維納、哥倫比亞、剛果民主共和國、盧安達以及蘇丹的核心地帶，以聽見這些婦女每天從衝突的灰燼中試著要拿回家人及社區鄰居性命的故事。
「戰爭不是電腦生成的導彈射擊數位地圖。戰爭在大地上是真實生動的，它在我們的臉上爆炸；孩子苦苦哀求的聲音；煙霧和恐懼的氣味。戰爭中的女性倖存者不是描繪在電視屏幕上的單個圖像，但是是將家庭和國家連接在一起的黏著劑。也許通過了解女人，和戰爭的另一面……我們將會對我們對於戰爭的討論有更多的謙卑……也許是來聽聽女性歷史那一面的時候了。」
- 《If You Knew Me You Would Care》
（直譯：《如果你了解我，你就會關懷》）

《If You Knew Me You Would Care》出版於2013年。這是扎伊納布·薩勒比和攝影師Rennio Maifredi合作而成的。他們到阿富汗、剛果民主共和國、盧安達以及波士尼亞與赫塞哥維納，找出一直受到最惡劣的人支配的婦女，但卻克服了這樣的困境。薩勒比展開與婦女們的訪談，問她們對於戰爭與和平的定義，而Maifredi則拍攝每位接受訪談的婦女。訪談和圖像共同建立一個引人注目、全球性、第一人稱敘述的報導，它意味著一個強大的女性倖存者。《If You Knew Me You Would Care》是一個婦女故事的慶典和全球的力量——它代表著為了收集她們的故事而去的一趟找尋在戰爭、暴力及貧窮中生存下來的婦女的旅程。故事超越淚水及受害者，而展現出喜悅、愛、和寬恕。
「在這本書中的婦女激勵渴望戰勝逆境的我們。這是一個人窺視從在戰爭中倖存的女性口中說出最親密的故事。這是對她們、她們的生存、她們的成就以及她們的夢想讚揚。我希望世界各地的人們能帶走這本書鼓舞倖存者的強大訊息。」

## 外部連結
以下皆連接到英文網頁：
- 扎伊納布·薩勒比 （页面存档备份，存于）的官方網站
- 扎伊納布·薩勒比的Facebook專頁
- 扎伊納布·薩勒比的X（前Twitter）
- 扎伊納布·薩勒比的Instagram帳戶
- 救援女人 （页面存档备份，存于）的官方網站